# 뉴스1번지
《뉴스1번지》는 평일 오후 3시와 주말 오후 4시에 방송되는 연합뉴스TV의 오후 뉴스 프로그램이다.

## 경쟁 뉴스 프로그램
- 사사건건 (KBS 1TV)
- 2시 뉴스외전 (MBC TV)
- SBS 뉴스브리핑 (SBS TV)
- 김명준의 뉴스파이터 (MBN)
- 강력한 4팀 (채널A)
- 사건파일 24 (TV조선)
- YTN 뉴스퀘어 2PM (YTN)